# Norway's Next Top Model
Norway's Next Top Model (noto anche come Top Model Norge) è un reality show norvegese basato sul format americano America's Next Top Model, in onda su TV3.
Le prime tre edizioni sono andate in onda tra il 2005 e il 2006 sotto il nome di Scandinavia's Next Top Model, poiché vi partecipavano concorrenti provenienti anche da Svezia e Danimarca. Il premio era un contratto con la Trump Model Management, una campagna con un marchio di cosmetici chiamato Make Up Store e una copertina sulla rivista norvegese Donna. Lo show è stato condotto da Kathrine Sørland. Gli altri tre giudici erano il modello Hervé Bernard, l'insegnante di postura J. Alexander e la modella Mariana Verkerk.
Dopo tre stagioni passate a far parte dello show scandinavo, la Norvegia ha avuto la sua prima edizione individuale (ufficialmente conteggiata come la 4ª stagione) il 4 settembre 2006, con 12 ragazze, sotto la conduzione di Vendela Kirsebom, conduttrice per altre due edizioni. La vincitrice è stata Maria Berntina Eilertsen da Stavanger. L'edizione nº 5 ha debuttato il 3 settembre 2007 ed è stata vinta da Kamilla Alnes da Ålesund. Martine Lervik, un'altra ragazza di Ålesund ha vinto la sesta stagione.
Dopo quasi tre anni di silenzio, lo show è tornato sotto la conduzione di Mona Grudt, ex miss universo, il 7 febbraio 2011; Claudia Alette Bull, diciannovenne di Stavanger, ha portato a casa l'ambito titolo.
Il 16 settembre 2013 lo show ritorna nuovamente, con una nuova conduttrice, la modella norvegese Siri Tollerød, un nuovo pannello di giudici (gli esperti di moda Jonas Hallberg e Donna Ioanna Ioannou e il fotografo Erik Asla) e nuovi premi: un contratto con la "Woman Management" di Milano, una campagna pubblicitaria come testimonial della "Maybelline" e la copertina di "Elle" norvegese.

## Stagioni

### Top Model (Scandinavia)
| Stagione | Data d'inizio    | Vincitrice       | Seconda classificata | Altre concorrenti in ordine d'eliminazione                                                                                                  | Numero di concorrenti | Destinazione internazionale |
| -------- | ---------------- | ---------------- | -------------------- | --- | --------------------- | --------------------------- |
| 1        | 27 febbraio 2005 | Kine Bakke       | Henriette Stenbeck   | Anne Hauge, Amila Vuckic, Warsan Adam, Anna Kolaczkowska, Tina Nordby, Marna Haugen, Kristin Rem Trehjørningen                              | 9                     | New York                    |
| 2        | 5 settembre 2005 | Frøydis Elvenes  | Kristine Øverby      | Nazila Shirindel, Annette Kjær, Nora Møller, Elise Måge, Sarah Mohamud, Sandra Otteraaen, Karin Santini                                     | 9                     | Parigi                      |
| 3        | 27 febbraio 2006 | Therese Haugsnes | Mira Aanes Wolden    | Ingrid Janne Sæberg, Rikke Kalsveen, Hélène Sletten Vangen, Ellen Caroline Brenger (ritirata), Kira Hellsten, Camilla Abry, Cathrine Wenger | 9                     | Milano                      |

### Top Model (Norvegia)
| Stagione | Data d'inizio     | Vincitrice               | Seconda/e classificata/e              | Altre concorrenti in ordine d'eliminazione | Numero di concorrenti | Destinazione internazionale            |
| -------- | ----------------- | ------------------------ | ------------------------------------- | --- | --------------------- | -------------------------------------- |
| 4        | 4 settembre 2006  | Maria Berntina Eilertsen | Lene Egeli                            | Eva Simone Laading, Toril Charlotte Ulleberg, Trine Rekdal Hoel, Nina Therese Aune, Camilla Veie-Rosvoll, Meriam Lerøy Brahimi, Tara Cecilie Midtli, Cecilie Sundsbø, Ingvild Jenhaug, Iren Desirée Puskas Kristiansen                                                                          | 12                    | New York                               |
| 5        | 3 settembre 2007  | Kamilla Alnes            | Ivanna Petrova & Polina Barbasova     | Jeanett Angell-Henriksen, Kine Nordeide Johansen, Kristina Marcelie Holen Talleraas & Kristina Breivik, Agathe Høistad Guttuhaugen, Julia Brønn Lyon, Kaja Kirstine Hegstad Lilleng, Silje Alvhilde Løvik, Anette Wiborg, Esther Roe                                                            | 13                    | Praga Milano Islanda Parigi            |
| 6        | 8 Septembre 2008  | Martine Lervik           | Marita Skeivik Frost                  | Thea Pernille B. Christophersen, Sasha Danest Hammari (squalificata), Sina Gulbrandsen, Silje Marie Hellenes & Martine Bjørke Dyb & Hélène Hornstuen Urberg, Ida Serine Nikås, Elise Haugen, Malgorzata "Gosia" Golab, Mona Lisa Ibrahim, Christina Slette Johnsen, Frøydis Labowsky (ritirata) | 14                    | Lisbona Marocco Parigi New York        |
| 7        | 7 febbraio 2011   | Claudia Alette Bull      | Charlotte-Louise "Charlotte" Isachsen | Sarah Gindel Jabang, Bambie Maria Bang Vaage, Dasha Barannik, Farzaneh Davodi, Signe Marie Taubøll (ritirata), Inga Maurstad, Eirin Hagstrøm, Thea Sofie Rabbum Karlsen, Frida Mathea Kocian, Roberta Grybauskaite, Katarina Barannik, Alexandra Sanneh Stølen, Maiken Wahlstrøm Nilssen        | 15                    | Barcellona Milano Dublino Dubai Londra |
| 8        | 16 settembre 2013 | Frida Børli Solaker      | Ingebjørg Strand Lende                | Elise Finnanger, Marita Gomsrud (ritirata) & Mariel Gomsrud (ritirata), Sunniva Luca Veliz Pedersen, Amalie Raa, Malin Ludvigsen, Celina-Therece "Celina" Mørch Honningsvåg, Ayla Svenke, Amalie Henden, Kristina Hansen, Marlen Fjeldstad, Rachana Nekså, Ine Merethe Ripsrud, Lovise Helvig   | 16                    | New York                               |